# 다나카 고이치
다나카 고이치(일본어: 田中 耕一, 1959년 8월 3일 ~ )는 일본의 화학자, 엔지니어이다.
연성 레이저 이탈 기법으로 단백질 같은 고분자 물질의 질량을 순간적으로 측정할 수 있는 획기적인 방법을 개발했고, 이 공로를 인정받아 쿠르트 뷔트리히, 존 펜 등과 함께 2002년에 노벨 화학상을 수상했다. 도호쿠 대학에서 학사만 마치고 1983년 시마즈 제작소에 입사하여 평범한 엔지니어로 근무하다가 노벨상을 수상하게 되면서 세간에 많은 관심을 받았다. 노벨상 과학 분야 수상자로는 유일하게 대학원 경력이 없이 학사만 마친 수상자이다. 연성 레이저 이탈 기법도 실험 중 실수로 글리세린에 고체 분말을 혼합하는 과정에서 발견한 것으로 알려졌다.
일본 학사원 회원이며, 주식회사 시마즈 제작소 시니어 펠로, 다나카 고이치 기념 질량 분석 연구소장, 다나카 최첨단연구소 소장 등을 비롯해 도쿄 대학 의과학연구소 객원교수 등도 맡고 있다.

## 인물

### 유년 시절부터 학창 시절까지
1959년에 도야마현 도야마시에서 태어났다. 출생 1개월 만에 친어머니가 병으로 사망했기 때문에 숙부의 집에서 자랐으며 그 후 숙부의 집에 양자로 들어갔다. 형제는 형 두 명과 누나가 있다. 도야마 시립 하치닌마치 초등학교(현: 도야마 시립 시바조노 초등학교)에서 4 ~ 6년차의 담임인 사와가키 교조로부터 장래의 기초를 키우는 이과 교육을 받았다. 그 후 도야마 시립 시바조노 중학교와 도야마 현립 도야마추부 고등학교를 졸업했다.
중·고등학교를 거쳐 도호쿠 대학 공학부 전기공학과에 입학했는데 입학 시에 받아본 호적 초본에서 자신이 양자인 것을 알았고 그 충격으로 인해서 교양 과정 재학 시에 성적 미달로 약 1년 간의 유급 생활을 보냈다. 그러나 이를 앞당겨서 전문 과정의 공부에만 전념했기 때문에 졸업할 무렵에는 학과에서 상위 10%의 성적을 남겼다. 당시 지도 교관은 아다치 사부로(현: 도호쿠 대학 명예교수)이며, 전자파와 안테나 공학을 전공했다. 대학 졸업 후에는 대학원에 진학하지 않고 소니의 입사 시험에 응시했지만 낙방했다. 첫 면접 실패 후에 다나카와 함께 상담한 아다치의 권유로 교토부 교토시 나카교구에 있는 시마즈 제작소 입사 시험에 응시한 끝에 합격할 수 있었다.
대학 시절에 대해서는 1학년 때부터 도호쿠 대학 생활협동조합 학생조직위원회에 소속됐고 조합원의 조직 활동이나 정보 선전, 문화 레크리에이션 활동을 실시했는데 그 당시 다나카가 활동했던 기록도 남아 있다.

### 시마즈 제작소 시절
시마즈 제작소에 입사한 이후에는 기술연구본부 중앙연구소에 배속돼 화학 분야와 관련된 기술 연구에 종사했다. 1985년에는 단백질 등의 질량 분석을 하는 ‘소프트 레이저 탈착법’을 개발해 이 연구 개발이 훗날 노벨 화학상 수상으로 연결됐다. 스무 번 이상의 맞선을 본 끝에 1995년에 고향인 도야마현의 같은 고등학교 출신의 여성과 중매 결혼했다. 영국의 클레이토스 그룹, 시마즈 리서치 래버러토리에 파견 근무를 거쳐 2002년에 시마즈 제작소 생명과학연구소 주임으로 발탁됐다.
2002년에 ‘생체고분자의 구조적 분석과 동정을 위한 방법론의 개발’을 연구한 공로로 노벨 화학상을 수상했고 같은 해에 문화훈장 수상, 문화공로자로 선정됐다. 그 외에도 도야마현 명예현민, 교토시 명예시민, 도호쿠 대학 명예박사 등의 칭호를 받았다. 노벨 화학상 수상 당시에는 시마즈 제작소에 근무하는 회사원이었으며 현역 샐러리맨의 첫 노벨상 수상으로 일본 국내에서도 큰 화제가 됐다. 그 후 시마즈 제작소의 특별연구원, 다나카 고이치 기념 질량 분석 연구소 소장으로 부임했다.

### 노벨 화학상 수상 후의 활약

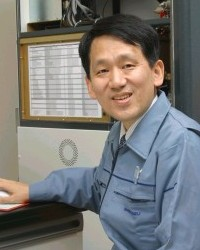
내각관방 제공 사진(2003년)

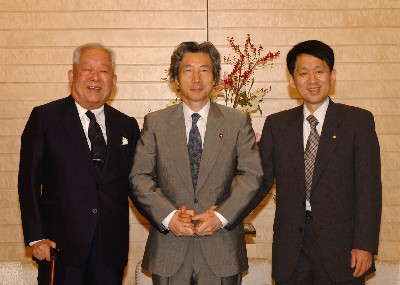
2002년 10월 11일, 총리대신 관저에서 도쿄 대학 명예교수 고시바 마사토시(왼쪽), 내각총리대신 고이즈미 준이치로(가운데)와 함께

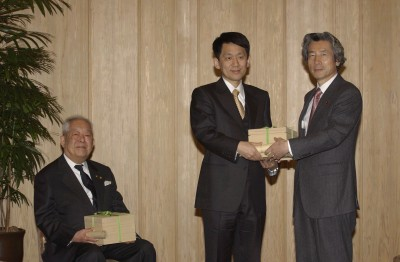
2003년 2월 7일, 총리대신 관저에서 도쿄 대학 명예교수 고시바 마사토시(왼쪽)와 함께 내각총리대신 고이즈미 준이치로(오른쪽)로부터 내각총리대신 감사장을 수여받는 모습

노벨상 수상 후에는 수많은 강연이나 인터뷰에 응했고 저서도 출판했고 일본 학사원 회원과 교토 대학 등의 객원 교수 등에도 취임했다. 연구 개발의 과정이나 엔지니어로서의 지론을 설파해서 많은 사람들에게 영향을 끼쳤다. 2009년부터 FIRST 프로그램 ‘차세대 질량 분석 시스템 개발과 창약·진단으로의 공헌’에 채택돼 중심 연구자로서 활약을 했고 2013년의 강연에서는 “혈액 한 방울로 병을 조기에 발견할 수 있도록 하는 것이 나의 실현 가능한 꿈이다”라고 말했다. 2011년에는 시마즈 제작소의 다나카 최첨단 연구소 소장도 겸임, 2013년에는 시마즈 제작소 시니어 펠로가 됐다.

## 레이저 이온화 질량 분석 기술

### 배경과 개요
단백질을 질량 분석에 걸치는 경우 단백질을 기화시키고 또한 이온화 시킬 필요가 있다. 그러나 단백질은 기화하기 어려운 물질이기 때문에 이온화 시에는 높은 에너지가 필요하다. 하지만 높은 에너지를 가하면 단백질은 기화가 아닌 분해돼 버리기 때문에 특히 고분자량의 단백질을 이온화하는 것은 곤란했다. 그래서 글리세롤과 코발트의 혼합물(매트릭스)을 열에너지 완충재로서 사용했는데 레이저에 의해 단백질을 기화 또는 검출하는 것에 세계 최초로 성공했다. 또한 ‘잘못해서’ 글리세롤과 코발트를 혼합해버리고 ‘어차피 버릴 바에야’라는 각오로 실험한 끝에 성공할 수 있었다. 이러한 ‘레이저 이온화 질량분석계용 시료 작성 방법’은 1985년에 특허 신청됐다.
현재 생명 과학 분야에서 널리 이용되고 있는 ‘MALDI-TOF MS’는 다나카 등의 발표와 거의 같은 시기에 독일인 화학자 프란츠 힐렌캄프와 미카엘 카라스에 의해 발표된 방법이다. MALDI-TOF MS는 저분자화합물을 매트릭스로서 이용하는 점이 다나카 등의 연구 방법과는 다르지만 보다 고감도의 단백질을 해석할 수 있다.

### 평가와 노벨상 수상
위에서 말한 공적을 평가받아 다나카가 개발한 방법을 ‘소프트 레이저 이탈 이온화법’이라 표현하여 2002년에 노벨 화학상을 받았다. 공헌도는 4분의 1이었다.
- John B. Fenn (Prize share: 1/4) ‘for their development of soft desorption ionisation methods for mass spectrometric analyses of biological macromolecules’[12]
- Koichi Tanaka (Prize share: 1/4) ‘for their development of soft desorption ionisation methods for mass spectrometric analyses of biological macromolecules’[12]
- Kurt Wüthrich (Prize share: 1/2) ‘for his development of nuclear magnetic resonance spectroscopy for determining the three-dimensional structure of biological macromolecules in solution’[12]

또한 노벨상 수상 결정에 대해서는 왜 프란츠 힐렌캄프와 미카엘 카라스 등이 수상자로 선정되지 못했는가라는 비판적인 시각도 있었고 다나카 본인도 자신이 받는다는 것 자체가 믿을 수 없었던 원인으로 꼽고 있다. 그 배경에는 영어 논문 발표는 힐렌캄프와 카라스가 먼저 했었지만 두 사람은 그 이전에 다나카가 일본에서 했던 학회 발표를 참고로 했다고 서술했기 때문에 다나카의 공헌이 먼저 인정을 받았던 것이다.

## 혈액 한 방울로 병을 조기 발견하는 기술

### 원리와 기술의 개요
체내에서는 침입한 항원(단백질)과 결합한 항체(면역 물질)가 만들어진다. 항체는 Y자형으로 돼 있으며 두 개의 팔 중에서 한 개로 항원과 결합한다. 이 구조를 인공적으로 개변해서 근본 부분에 폴리에틸렌 글리콜이라는 탄력성을 가진 고분자 화합물을 삽입했다. 항체의 팔은 이것을 스프링처럼 움직여서 두 개의 동시에 항원과 결합할 수 있도록 했다. 알츠하이머병과 관련있는 단백질의 단편에 대한 실험을 했는데 통상의 항체보다 100배 이상 강력하게 항원을 잡아낼 수 있었다.
그 후 글리칸 상태를 간단하게 분석할 수 있게 됐고 펩타이드를 선별하지 않고 극히 미량의 혼합물 상태로부터 글리칸 상태를 조사할 수 있게 됐다. 1 ml의 혈액으로부터 알츠하이머병의 원인이 되는 단백질을 검출하는 것에 성공, 미지의 관련 물질을 8종류나 찾아낼 수 있게 됐다. 이 기술은 알츠하이머병이나 전립선암 등 여러 질병을 조기 발견하는데 공헌할 것으로 기대되고 있다.

### 연구 개발의 과정
2002년에 노벨 화학상을 수상했지만 당초의 기술은 의료에 도움이 되려면 감도가 충분하지 않았다고 한다. 2009년부터 FIRST 프로그램인 ‘차세대 질량 분석 시스템 개발과 창약·진단으로의 공헌’에 채택돼 5년 간 약 40억 엔의 연구비를 얻으면서 실용화를 위해 크게 움직이기 시작했다. 약 60명의 체제로 연구 개발에 나섰고 1년 정도로 획기적인 분석 방법을 개발, 감도를 최고 1만 배까지 높이는 데 성공했다.
2011년 11월에 있은 취재에서 “병의 조기 진단과 항체를 이용한 신약 개발에 이어지는 기술”이라고 말했고 그러한 성과를 2011년 11월 11일 일본 학사원에서 발행하는 영문 저널 전자판에서 발표됐다. 이듬해 2012년 8월 23일에는 다나카가 객원 교수로 맡고 있는 도쿄 대학 의과학연구소 교수 세이키 모토하루 등과 미국의 과학 잡지 《플러스 원》에 발표됐다.
2014년에는 혈액으로부터 알츠하이머병의 원인 물질을 검출 가능한 단계에 이르러서 그해 4월부터는 새로운 태세로 실용화를 목표로 하고 있다.

## 노벨상 수상의 영향

### 노벨상 수상에 따른 소동과 여파
회사에서 전화로 수상 소식이 전해졌을 때 ‘Nobel’, ‘Congratulation’라는 단어를 들으면서도 비슷한 해외의 상이라고 생각했었고 동료에 의한 ‘놀라움’(속칭 몰래카메라라는 뜻)으로 생각하기도 했다. 그 후 회사 격리실로 이동돼 오후 9시부터 취재진이 대거 몰려든 기자회견에 임하게 됐다. 워낙 갑작스러운 이야기였던 터라 양복 차려입을 준비하지 못하고 수염을 깎을 수도 없었다. 더욱이 평상시에는 백발로 염색하고 있었는데 수상 발표 1주일 전쯤에 이발소에서 다시 염색을 했다.
다나카는 철도 애호가여서 그런지 전철(게이후쿠 전철 아라시야마 선(란덴))의 운전석을 바라보면서 통근하는 것을 일과로 삼고 있었는데 그날 밤에는 집에 돌아갈 수 없어서 택시를 타고 호텔로 향했다. 수상을 실감한 것은 다음날 신문에 게재된 자신의 얼굴을 보고 나서였다고 말했다. 또한 노벨상 수상 후의 상경 시에는 시마즈 제작소로부터 출장비의 관계로 승차할 수 없었던 500계 신칸센의 그린차를 탈 수 있게 돼서 기쁘다고 현장에 있던 기자들에게 이렇게 말하기도 했다. 숱한 강연이나 인터뷰 요청을 받고 연구와 기술자로서의 자세에 대해 자신의 경험과 지론을 말했다. 내각부의 종합과학기술회의에도 참석해서 일본의 과학 정책에 영향을 주는 존재로까지 되고 있다.
또한 노벨상 시상식 후에는 언론에 단독으로 나오는 일은 거의 없었지만 2010년 10월 6일에 스즈키 아키라, 네기시 에이이치의 노벨 화학상 수상자로 결정됐을 때 자신의 근무지에서 기자회견을 가졌고 수상자 발표 생중계를 보고 있었던 것을 밝히고서는 “수상한 지 8년이 지나 연달아 수상자가 나오면서 나 자신이 어깨의 짐을 내려놓을 수가 있을까하고 생각한다”고 말했다.

### 다나카 고이치와 매스미디어
다나카 고이치의 7대 3으로 나눈 머리 스타일에 작업복이라는 외관, 한 사람의 샐러리맨으로 중매 결혼이라는 경력, 온화하고 어눌한 언동(노벨상 수상과 관련한 기자회견에서도 편하다는 이유로 시마즈 제작소의 로고가 새겨진 작업복 차림으로 회견에 응했다)은 수많은 일본인들의 공감을 불러 일으켰다. 또한 NHK로부터 그 해의 홍백가합전에 심사위원으로 맡아달라는 출연을 의뢰받았지만 “나는 연예인 따위가 아니다”라는 이유로 출연을 고사했다.
일개 샐러리맨이 노벨상이라는 세계 최고 권위를 수상한 것은 물론이고 기술자 기질로서 다나카의 겸허한 인간성도 호의적으로 받아들여지기도 했다. 온후한 인품을 가졌다는 이유로 언론에서도 ‘선인의 대명사’라는 표현을 써가며 추켜세웠지만 정작 다나카는 자신의 저서에서 연일 기자의 추적과 독보적인 성인과 같은 이미지 때문에 고민했다고 밝혔다.
고휘도 청색 발광 다이오드를 발명한 나카무라 슈지와 니치아 화학공업의 소송에 대해서는 다나카가 증인으로 세워져서 나카무라는 탐욕하다는 비판이 쏟아졌지만 이에 대해 다나카는 “자신의 발명은 회사의 매출 향상에 그다지 기여하지 못했다”라고 상황이 전혀 다르다고 해서 나카무라를 옹호하는 발언을 했다. 나카무라는 고휘도 청색 발광 다이오드와 청자색 반도체 레이저의 제조 방법을 발명·개발한 공로로 2014년에 노벨 물리학상을 수상했다. 또한 시마즈 제작소로부터의 특허 보수 자체는 1만 엔 정도였지만 실제론 기술 공헌에 대한 사내 포상이 있어서 수십만 엔 상당의 보수를 받고 있었다고 한다.

## 주요 경력

### 약력
- 1959년 8월 3일 : 도야마현 도야마시 출생
- 1978년 3월 : 도호쿠 대학 공학부 입학, 독일어 성적이 미달돼서 1년 유급
- 1983년 3월 : 도호쿠 대학 공학부 전기공학과 학사 졸업
- 1983년 4월 : 주식회사 시마즈 제작소 입사
- 1992년 1월 : 영국 클레이토스 그룹에 파견 근무
- 1995년 5월 : 도야마현 출신의 여성과 중매 결혼
- 1997년 12월 : 영국 시마즈 리서치 래버러토리 유럽에 파견 근무
- 1999년 12월 : 영국 크라토스 그룹에 파견 근무
- 2002년 10월 : 노벨 화학상 수상
- 2002년 11월 1일 : 시마즈 제작소 특별연구원(부장대우)으로 부임
- 2003년 1월 : 다나카 고이치 기념 질량 분석 연구소장(집행임원대우)으로 취임
- 2009년 6월 : 도쿄 대학 의과학연구소 객원교수(질환 프로테오믹스 연구실 고문)
- 2010년 3월 : 다나카 최첨단연구소 소장(겸임)[36]
- 2012년 6월 : 시마즈 제작소 시니어 펠로로 부임[36]

### 겸임
- 에히메 대학 무세포생명과학공학연구센터
- 쓰쿠바 대학 첨단학제영역연구센터
- 교토 대학 국제융합창조센터( ~ 2008년 3월)
- 도호쿠 대학 대학원 공학연구과(2013년 11월 시점)[36]
- 도쿄 대학 의과학연구소(2009년 6월 ~ )[36]
- 일본학술회의 제휴회원
- 문부과학성 과학기술·학술심의회 임시위원
- 2005년 5월 : 도야마 과학기술대사
- 2006년 12월 12일 : 일본 학사원 회원
- 2011년 12월 : 도쿄전력 후쿠시마 원자력 발전소 사고 조사 위원회(국회사고조) 위원

## 수상 경력
- 1989년 5월 : 일본 질량분석학회 장려상
- 2002년 12월 : 노벨 화학상
- 2003년 : 일본 질량분석학회 특별상[36]

### 상훈·영예
- 2002년 11월 : 문화훈장[37]
- 2002년 : 문화공로자[37]
- 2002년 : 도호쿠 대학 명예박사
- 2003년 3월 : 도야마현 명예현민[38]
- 2003년 10월 : 교토시 명예시민[39]

## 저작

### 저서
- 다나카 고이치 (2003년 9월 25일). 《생애 최고의 실패(生涯最高の失敗)》. 아사히 신문사. ISBN 4-02-259836-0.

한국어 서적
- 《다나카 고이치의 신개념 - 공부법 사고법》, 요시다 야쓰카 저, 홍성민 옮김(북앳북스, 2003년) ISBN 978-89-88182-67-3
- 《다나카 고이치, 자신을 경영하는 생각의 기술》, 오토미 히로야스 저, 양억관 옮김(스테디북, 2003년) ISBN 978-89-89853-05-3
- 《멋지다 다나카》, 구로다 다쓰히코 저, 김향 옮김(디자인하우스, 2003년) ISBN 89-7041-868-7
- 《노벨상 수상 샐러리맨 다나카 고이치 자서전 - 일의 즐거움》, 다나카 고이치 저, 하연수 옮김(김영사, 2004년) ISBN 978-89-349-1465-5
- 《다나카 고이치》, 드림아이 저(현문미디어, 2007년) ISBN 89-91594-91-3
- 《다나카 고이치, 자신을 경영하는 생각의 기술》, 오토미 히로야스 저, 양억관 옮김(스테디북, 2008년) ISBN 978-89-89853-27-5

### 주요 해설
- 다나카 고이치 (1996년 4월 5일). “マトリックス支援レーザー脱離イオン化質量分析法” [매트릭스 지원 레이저 이탈 이온화 질량분석법]. 《분세키》 256: 253 ~ 261.
- 다나카 고이치 (1997년 2월 1일). “良いスペクトルを得るために MALDI-TOFMS” [좋은 스펙트럼을 얻기 위해서 MALDI-TOFMS]. 《질량 분석》 45 (1): 113 ~ 121.
- 다나카 고이치 (2003년 2월). “私のノーベル賞くたくた日記” [나의 노벨상 기진맥진했던 일기]. 《분게이슌주》 81 (2): 112 ~ 124.
- (영어)《LES PRIX NOBEL》. Almqvist & Wiksell International (AWI). 2003년 10월.
- 요시다 다미오; 다나카 고이치; 이도 유타카, 아키타 사토시, 요시다 요시카즈 (2003년 8월 10일). “たんぱく質が壊れずに飛び出した!! ソフトレーザー脱離イオン化質量分析計開発の経緯” [단백질이 부서지지 않고 추출했다!! 소프트 레이저 이탈 이온화 질량 분석계 개발의 경위]. 《응용물리》 72 (8): 999–1003.
- 다나카 고이치 (2014년 3월 3일). “質量分析：異分野と若手の力が活きている” [질량 분석 : 이 분야와 젊은 힘을 살렸다] (PDF) (보도 자료).

### 논문
- 《질량분석》, 일본 질량분석학회, 1997년 45권 1호 p.113-121
- Koichi Tanaka, Yutaka Ido, Satoshi Akita, Yoshikazu Yoshida and Tamio Yoshida (1987). “Detection of High Mass Molecules by Laser Desorption Time-of-Flight Mass Spectrometry”. 《SECOND JAPAN-CHINA JOINT SYMPOSIUM ON MASS SPECTROMETRY ABSTRACT》.
- 요시다 요시카즈, 다나카 고이치, 이도 유타카, 아키타 사토시, 요시다 다미오, 傾斜電界型イオンリフレクタによるTOF質量分析計の分解能の改善 Journal of the Mass Spectrometry Society of Japan. 1988년 36권 2호, p.49-58, doi:10.5702/massspec.36.49
- 요시다 다미오; 다나카 고이치; 이도 유타카, 아키타 사토시, 요시다 요시카즈 (1988). “レーザー脱離TOF質量分析法による高質量分子イオンの検出” [레이저 이탈 TOF 질량분석법에 따르는 고질량 분자 이온의 검출]. 《질량 분석》 36 (2): 59‐69. doi:10.5702/massspec.36.59.
- Koichi Tanaka, Hiroaki Waki, Yutaka Ido, Satoshi Akita, Yoshikazu Yoshida, Tamio Yoshida, T. Matsuo. "Protein and polymer analyses up to m/z 100 000 by laser ionization time‐of‐flight mass spectrometry". Rapid Communications in Mass Spectrometry. August 1988, doi:10.1002/rcm.1290020802
- Tanaka, K., Waki, H., Ido, Y., Akita, S., Yoshida, Y. and Yoshida, T. (1988). “Protein and polymer analyses up to m/z 100000 by laser ionization time-of flight mass spectrometry”. 《Rapid Commun.Mass Spectrom.》 2: 151–153.
- Bunseki (1996), (4), 253-61 CODEN: BUNSD3; ISSN 0386-2178. Japanese.

### 특허
- 특허 1769145(특허 출원 : 쇼와60-183298, 특허 공개 : 쇼와62-043562, 특허 공고 : 헤이세이04-050982)

발명자 : 요시다 다미오, 다나카 고이치, 출원일: 1985년 8월 21일

## 참고 문헌
- “ノーベル化学賞 田中耕一 島津製作所ライフサイエンス研究所主任 小さな発見にひそむ大きな重み” [노벨 화학상 다나카 고이치 시마즈 제작소 생명과학연구소 주임 - 작은 발견에 숨겨진 큰 중요함]. 《닛케이 사이언스》. 2002년 12월.
- “第3章 田中耕一フェローの軌跡 そして、新たなる挑戦” [제3장 - 다나카 고이치 특별연구원의 궤적 : 그리고, 새로운 도전]. 《Newton 별책 ‘단백질을 알 수 있는 책’》 (뉴턴프레스). 2003년 10월 1일. 2013년 8월 7일에 원본 문서에서 보존된 문서. 2021년 8월 24일에 확인함.
- 다나카 유코 (2003년 12월 7일). “夫は作業服の似合う技術者に戻りました わが家のノーベル賞騒動、その後” [남편은 작업복에 걸맞은 기술자로 되돌아 갔습니다 - 우리집의 노벨상 소동, 그 후]. 《후진코론》 88 (23): 152 ~ 154.
- “INCHEM TOKYO 2003 その他3展示会共同開催 特別講演(抜粋) - ソフトレーザー脱離イオン化法の起源と発展” [INCHEM TOKYO 2003 그 외 3개 전시회 공동 개최 특별 강연(발췌) - 소프트 레이저 이탈 이온화법의 기원과 발전]. 《화학 공학》 68 (2): 116 ~ 117. 2004년 2월 5일.
- 메카라이프 편집위원회 학생위원인터뷰 (2006년 3월 5일). “메카라이프 사람들 No.13 - 주식회사 시마즈 제작소 펠로 다나카 고이치씨” (PDF). 《일본기계학회지》 109 (1048): 198 ~ 201.
- 우에야마 아키히로 (2012년). 〈노벨상에 빛난 엔지니어 - 다나카 고이치〉. 《技術者という生き方 - 発見！しごと偉人》 [기술자라는 삶의 방법 - 발견! 일과 위인]. 페리칸샤.
- 사토 다케히토 (2014년 4월 3일). “「血液一滴で診断」近づく夢 田中耕一さん、実用化挑む” [‘혈액 한 방울로 진단’ 가까워지는 꿈 : 다나카 고이치씨, 실용화에 도전한다]. 《아사히 신문 디지털》. 2014년 5월 1일에 원본 문서에서 보존된 문서. 2021년 8월 24일에 확인함.
- 《노벨상에 빛나는 엔지니어, 다나카 고이치(ノーベル賞に輝いたエンジニア、田中耕一)》(『技術者という生き方―発見！しごと偉人』, 우에야마 아키히로, 페리칸샤, 2012년)
- 《다나카 고이치》(《ニッポン発明物語》, 우에야마 아키히로, Kindle판, 2014년)

## 같이 보기
- 고분자
- 단백질
- 시마즈 제작소
- 전자기파